# Octoblepharum ampullaceum
Octoblepharum ampullaceum är en bladmossart som beskrevs av Mitten 1869. Octoblepharum ampullaceum ingår i släktet Octoblepharum och familjen Dicranaceae. Inga underarter finns listade i Catalogue of Life.